# Col legno (Plattenlabel)
col legno ist ein österreichisches unabhängiges Unternehmen zur Vermarktung von Tonaufnahmen Plattenlabel – hauptsächlich aus den Bereichen Zeitgenössische Musik, Kammermusik, Jazz und Weltmusik. Das Label blickt auf mehr als 300 Veröffentlichungen zurück.

## Geschichte
Das in Wien ansässige Label col legno (nach der Spielanweisung „mit dem Holz“) veröffentlichte zunächst nur zeitgenössische E-Musik des 20. Jahrhunderts. Anfang der 2000er Jahre geriet das Label in wirtschaftlichen Schwierigkeiten, woraufhin sich finanzkräftige Musikliebhaber des Unternehmens annahmen. 2006 übernahm der Komponist und Musiker Andreas Schett die künstlerische Leitung.
Das Label erweiterte sein inhaltliches Spektrum auf jedwede Musik, die sich nicht auf Anhieb bei einem bestimmten Genre verorten lässt. Veröffentlicht wurden unter anderem Wolfgang Mitterers Beethoven-Interpretation Nine in One, Ketan Batthis zwischen Techno und Avantgarde angesiedeltes Debütalbum Nodding Terms in Zusammenarbeit mit dem Ensemble Adapter, Marino Formentis pianistische Erkundungen der Nacht, die zeitgenössische Fassung alpiner Volksmusik durch die Ensembles Federspiel und Alma; sowie die Neuinterpretation romantischer Lieder von Franz Schubert bis Gustav Mahler durch die Musicbanda Franui, deren Trompeter und Mastermind Schett ist.
2015 wurde Andreas Schett alleiniger Inhaber und Geschäftsführer von col legno und leitet das Unternehmen gemeinsam mit dem Kultur- und Musikmanager Robert Chr. Schulz.

## Repertoire
Zeitgenössische Musik
- C. René Hirschfeld „Wandlungen“ 2003
- Osvaldo Coluccino „Stanze 2012“
- Galina Ustvolskaya „Piano Sonatas“ 2012
- Pulsinger, Kurstin, Jeffery, Heggen „Besides Feldman“ 2011
- Wolfgang Rihm „3 Liederzyklen“ 2011
- Edgard Varese „Kontinent Varese“ 2011
- Wolfgang Mitterer “massacre” 2010
- John Cage “Melodies & Harmonies” 2010
- Salvatore Sciarrino “12 Madrigali” 2009
- Gérard Pesson “Dispositions furtives” 2009
- Luciano Berio “Orchestral Works” 2008
- Luigi Nono „Prometeo“ 2007 (SACD)
- Xiayong Chen Imaginative Reflections 2018

Jazz
- Peter Herbert „Joni“ 2011
- Franz Koglmann “Lo-lee-ta” 2009
- Daniel Schnyder “Worlds Beyond Faust” 2009
- B3+ “Uncommon Sense” 2008

Weltmusik
- Federspiel – Smaragd (2016)
- Catch-Pop String-Strong – Catch-Pop String-Strong (2012)
- Quadrat:sch – Stubenmusic (2011)
- Franui – Mahlerlieder (2011)
- AkkoSax – An Werner Pirchner (2010)
- AkkoSax – Interluder (2008)
- Franui – Brahms Volkslieder (2008)
- Franui – Schubertlieder (2007)

Klassik
- Robert Schumann „The 4 Symphonies“ 2011
- Beethoven Symphonien 1 – 9 2007
- Beethoven Missa Solemnis 2008
- Johannes Brahms “4 Symphonien” 2008
- Richard Wagner “Parsifal” 2009

Pop
- Hannes Loeschel “Songs of Innocence” 2010
- Wolfgang Mitterer “Sopop” 2009

Elektronische Musik
- Wolfgang Mitterer “Music for checking e-mails” 2009

Hörbücher
- Franz Winter liest „Hofmannsthal Elektra“ 2010
- Sven-Eric Bechtolf liest “Der Ring des Nibelungen” 2009

Sonstiges
- „Kontra Wagner“ 2009
- Moritz Eggert „Amadé, Amadé“ 2010

## Auszeichnungen
- “12 Madrigali” Salvatore Sciarrino: Preis der deutschen Schallplattenkritik
- „Mahlerlieder“ & „Schubertlieder“ Franui, Pasticciopreis
- “Prometeo” Luigi Nono:Preis der deutschen Schallplattenkritik, Supersonic Award, Classique Info Ring, diapason 5 Stimmgabeln
- col legno: fair music award 2008
- “Interluder” AkkoSax: Austrian World Music Awards
- “Engel der Geschichte” Vinko Globokar: Supersonic Award, Pizzicato
- “Das atmende Klarsein” Luigi Nono: Classique Info Ring, Supersonic Award, Preis der deutschen Schallplattenkritik, Midem Award
- “Lohengrin” Salvatore Sciarrino: Midem Award, Supersonic Award, Musica 5 Sterne
- “Gran Torso” Helmut Lachenmann: Jahrespreis 1988 deutsche Schallplattenkritik